# NGC 6027a
NGC 6027a est une petite galaxie spirale située dans la constellation du Serpent à environ 195 millions d'années-lumière (60 Mpc) de la Voie lactée. Elle est en interaction étroite avec trois autres galaxies au sein du Sextette de Seyfert, un groupe de quatre galaxies en interaction projeté sur une cinquième. Son bulbe important et sa ceinture de poussières la font ressembler à M104, la galaxie du Sombrero. Son halo diffus résulte des effets de marée galactique dus aux interactions gravitationnelles avec les autres galaxies du groupe.

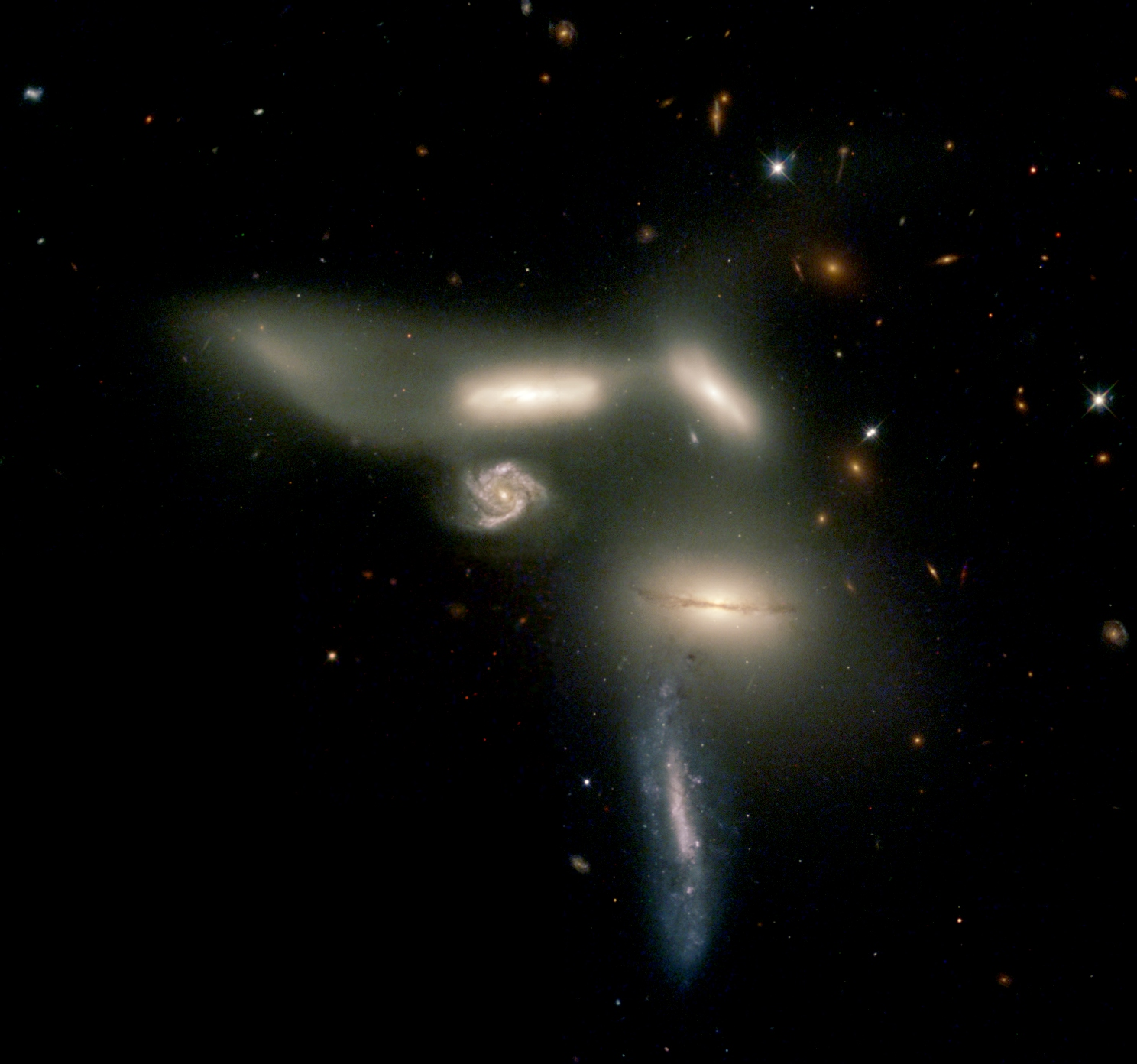
Le Sextette de Seyfert vu par le télescope spatial Hubble.